# Isidoor De Ryck
Isidoor "Door" De Ryck (Temse, 5 september 1926 - Wilrijk, 11 januari 2009) was een Belgisch wielrenner.
Hij was actief als wielrenner van 1950 tot 1956. Hij won de Ronde van Duitsland in 1952. Verder won hij in Brussel-Luxemburg-Mondorf en haalde hij een etappezege in de Ronde van Luxemburg in 1950, een etappe en een vierde plaats in het eindklassement in de Dauphiné Libéré in 1951, twee etappes in de Ronde van Catalonië in 1952 en één etappezege in de Euskal Bizikleta in 1953. Hij startte tweemaal in de Ronde van Frankrijk waar hij tweemaal moest opgeven. In 1950 kwam hij buiten de tijd aan na materiaalpech, in 1951 viel hij ziek in de bergen.
Na zijn wielercarrière was hij actief als scheepselektricien. Hij was gehuwd en vader van 2 dochters.

## Resultaten in voornaamste wedstrijden
| Jaar | Ronde van Italië | Ronde van Frankrijk | Ronde van Spanje |
| ---- | ---------------- | ------------------- | ---------------- |
| 1950 |                  | buiten tijd         |                  |
| 1951 |                  | opgave              |                  |
| 1953 |                  |                     |                  |
| 1954 |                  |                     |                  |
| 1955 |                  |                     |                  |

| Jaar | Gent-Wevelgem | Parijs-Roubaix | Omloop Het Volk |
| ---- | ------------- | -------------- | --------------- |
| 1950 |               |                |                 |
| 1951 |               | 14e            |                 |
| 1953 | 33e           |                |                 |
| 1954 |               |                | 13e             |
| 1955 |               |                | 6e              |